# Brushy River
Der Brushy River ist ein Fluss im Osten des australischen Bundesstaates Tasmanien.

## Geographie

### Flusslauf
Der rund 24 Kilometer lange Fluss entspringt an den Nordhängen des Ferrars Tier in der Südwestecke der Snow Hill Forest Reserve, nördlich des Lake Leake. Von dort fließt er nach Südosten und Osten. Etwa drei Kilometer westlich von Cranbrook mündet er in den Cygnet River.

### Nebenflüsse mit Mündungshöhen
- Breakneck Creek – 114 m[1]